# Thorsten Michael Haub
Thorsten Michael Haub (* 15. Februar 1968 in Siegen) ist ein deutscher Schachspieler. Er trägt seit 1997 den Titel Internationaler Meister sowie seit 2015 den Großmeistertitel.

## Werdegang

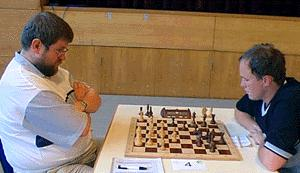
Haub - Juhasz, 2001 in Stuttgart, die über den Turniersieg entscheidende Partie der letzten Runde

Haub wohnt in Siegen und spielte bis zur Saison 2006/07 für die Schachvereinigung Plettenberg in der 2. Bundesliga West. Dort war er lange eine feste Größe und konnte im Juli 2006 zusammen mit GM Kamil Mitoń, GM Jurij Drosdowskyj und IM Carsten Lingnau den Titel Deutscher Blitzmannschaftsmeister erringen.
Im September 2006 wurde er in Ingolstadt Deutscher Schnellschachmeister. Von Plettenberg wechselte er zur SG Bochum 31. Im April 2009 übererfüllte er beim Scandinavian Open in Kopenhagen eine Großmeister-Norm. Weitere GM-Normen erfüllte er im Dezember 2015 beim 6. Open in Vandœuvre-lès-Nancy sowie im April und Mai 2015 bei der Copenhagen Chess Challenge in Ballerup, so dass ihm 2015 der Großmeistertitel verliehen wurde.
Außer in Deutschland spielt Haub auch in Belgien (früher und erneut seit 2017 für die Schachfreunde Wirtzfeld, mit denen er 2009, 2018 und 2020 Meister wurde, von 2011 bis 2017 für Cercle d’Échecs Fontainois) und Luxemburg (bis 2005 für den Schachklub Nordstad, danach bis 2017 für Esch Rochade Reine, seit 2019 für De Sprénger Echternach) Vereinsschach.

## Liste seiner Erfolge
- Deutsche Schnellschachmeisterschaft: Vizemeister 2000 und 2002, Sieger 2006
- Deutsche Blitzmannschaftsmeisterschaft: Vizemeister 1995, Sieger 2006
- Erster bei der internationalen Stuttgarter Stadtmeisterschaft 2001 vor Matthias Duppel[3]
- Sieger bei dem Open Bad Ems 2004
- Gewinner des 4. Opens Vandoeuvre 2008